# Kasjan z Benewentu
Kasjan z Benewentu (łac. Cassianus, wł. Cassiano di Benevento; ur. ?, zm. ok. 340) – duchowny chrześcijański, biskup benewentyński, święty Kościoła katolickiego.

## Biografia
O jego życiu wiadomo niewiele. Wspomina o nim średniowieczny brewiarz archidiecezji benewentyńskiej, której Kasjan miał być biskupem. Okres jego pontyfikatu nie jest znany, przyjmuje się, że rządził diecezją przez dłuższy czas i zmarł 12 sierpnia nieznanego roku (ok. 340). Jego święto obchodzone było 12 sierpnia. Według Francesco Lanzoniego Kasjana z Benewentu w rzeczywistości można utożsamić ze św. Kasjanem z Imoli, którego wspomnienie obchodzone jest dzień później. Hipoteza ta jednak jest niepoparta żadnymi dowodami.
W Benewencie istniał kościół pod jego wezwaniem, wspominany w XII w., niezachowany do czasów współczesnych.